# Friedrich Wilhelm Schadow
Friedrich Wilhelm Schadow (alemany: Friedrich Wilhelm von Schadow)  (Berlín, 6 de setembre de 1788 - Düsseldorf, 19 de març de 1862) va ser un pintor romàntic alemany.

## Biografia
Va néixer a Berlín, segon fill de l'escultor Johann Gottfried Schadow, que li va donar les seves primeres lliçons de dibuix. Després es va dedicar a la pintura, i va rebre les instruccions de Weitsch.
El 1806-7 Schadow va servir com a soldat. El 1810 va viatjar amb el seu germà gran Rodolfo a Roma on es va convertir en un dels principals pintors del moviment natzarè. Seguint l'exemple de Johann Friedrich Overbeck i d'altres, Schadow, originàriament luterà, es va unir a l'Església Catòlica Romana i va sostenir que un artista ha de creure i viure les veritats que intenta pintar. La seqüela va demostrar que Schadow estava qualificat per brillar més com a professor i mentor que com a pintor. Com a autor, és més conegut per la seva conferència, Ueber den Einfluss des Christentums auf die bildende Kunst (Sobre la influència del cristianisme en les arts visuals) (Düsseldorf, 1843), i els esbossos biogràfics, Der moderne Vasari (Berlín, 1854).
A Roma, Schadow va rebre un dels seus primers encàrrecs importants quan el cònsol general prussià, el general Jakob Salomon Bartholdy, es va fer amistat amb el jove pintor i li va demanar a ell i a tres joves compatriotes (Peter von Cornelius, Johann Friedrich Overbeck i Philipp Veit) per decorar. al fresc una habitació de la seva casa al turó del Pincià. El tema general escollit va ser la història de Joseph i els seus germans, i es van conferir a Schadow dues escenes, el Bloody Coat i Joseph in Prison. El 1819, Schadow va ser nomenat professor a la prestigiosa Acadèmia de les Arts de Berlín, i la seva habilitat i formació exhaustiva van guanyar molts deixebles devots.
Va ser durant aquest període que Schadow va desenvolupar les seves pintures per a esglésies. El 1826 va ser nomenat director de la Kunstakademie Düsseldorf, que va reorientar cap a la producció d'art cristià, tot i que va iniciar una gran disputa amb un dels seus professors, Heinrich Christoph Kolbe, que va acabar amb l'abandonament de l'Acadèmia el 1832. El 1837, Schadow va seleccionar, a petició, aquells dels seus estudiants més qualificats per decorar la capella de Sant Apol·linaris al Rin amb frescos. Quan van acabar, van ser aclamats com la manifestació més completa i pura del costat espiritual de l'escola de Düsseldorf. Un dels seus famosos estudiants, Heinrich Mucke, va continuar l'art litúrgic amb èmfasi tant en la pintura com en els frescos. El 1842 va ser encarregat el quadre de les Verges Sàvies i Netes, considerada una de les seves obres mestres. Ara al Museu Städel, aquest quadre gran i important, tot i que s'ha considerat i representat acuradament, no té el poder d'algunes de les seves altres obres.
La fama de Schadow es basa menys en les seves pròpies creacions artístiques que en l'escola que va formar. A Düsseldorf es va produir una reacció contra l'estil espiritual i sacerdotal que havia establert i, el 1859, el partit del naturalisme, després d'una dura lluita, va expulsar el director Schadow de la cadira. Va morir a Düsseldorf l'any 1862 i es va erigir un monument a la plaça que porta el seu nom en un jubileu celebrat per commemorar la seva direcció.
L'escola de Düsseldorf que va dirigir Schadow va tenir fama internacional, atraient pintors americans com George Caleb Bingham, Eastman Johnson, Worthington Whittredge, Richard Caton Woodville, William Stanley Haseltine, James M. Hart i William Morris Hunt i va produir l'emigrat alemany Emmanuel Leutze.

## Galeria

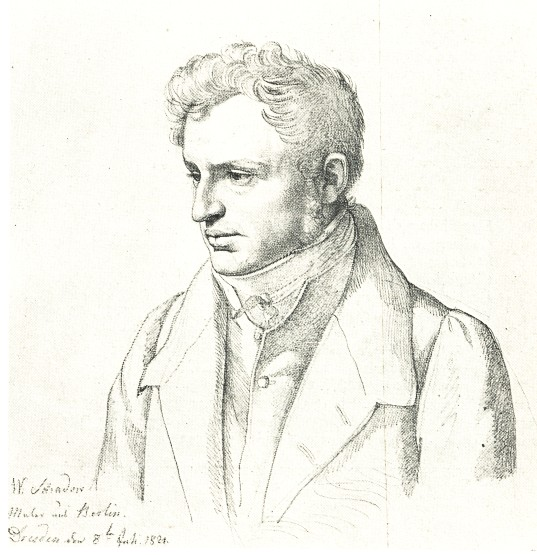
Friedrich Wilhelm Schadow de Carl Christian Vogel von Vogelstein (1821)
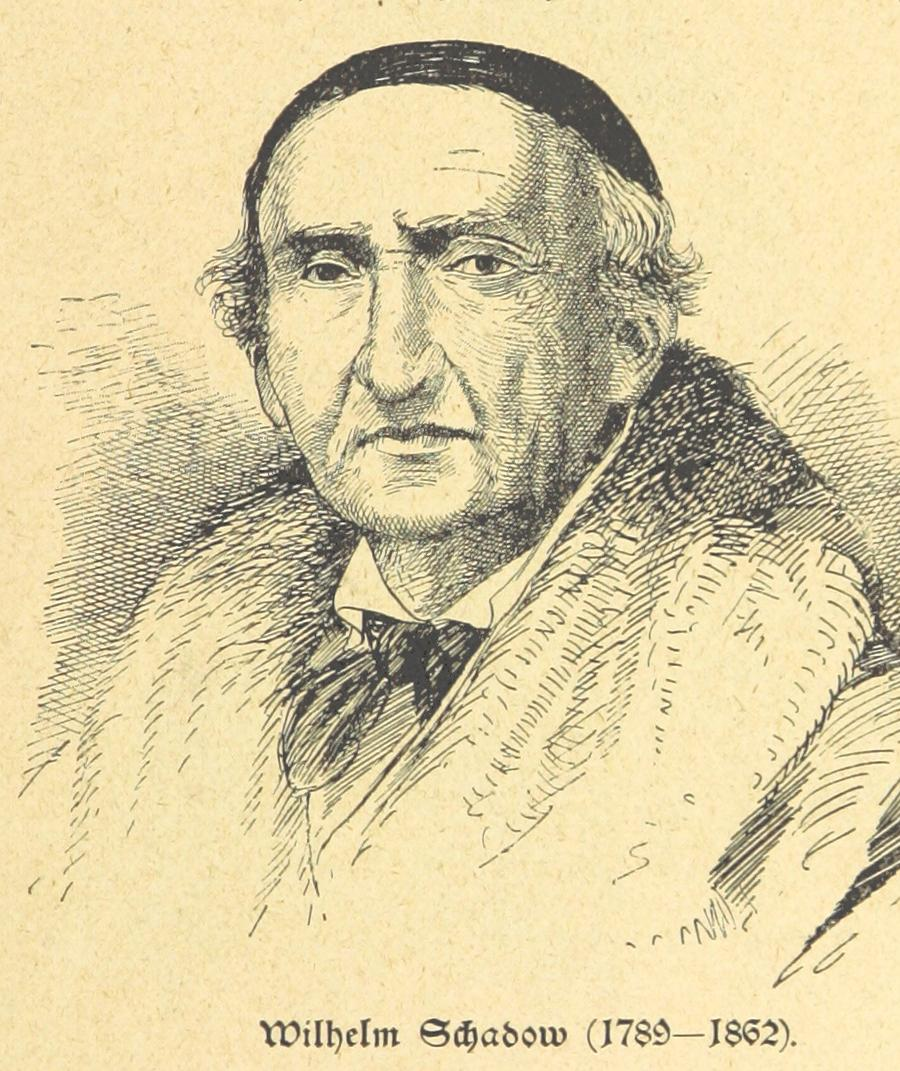
Il·lustració de Hundert Jahre a Wort und Bild
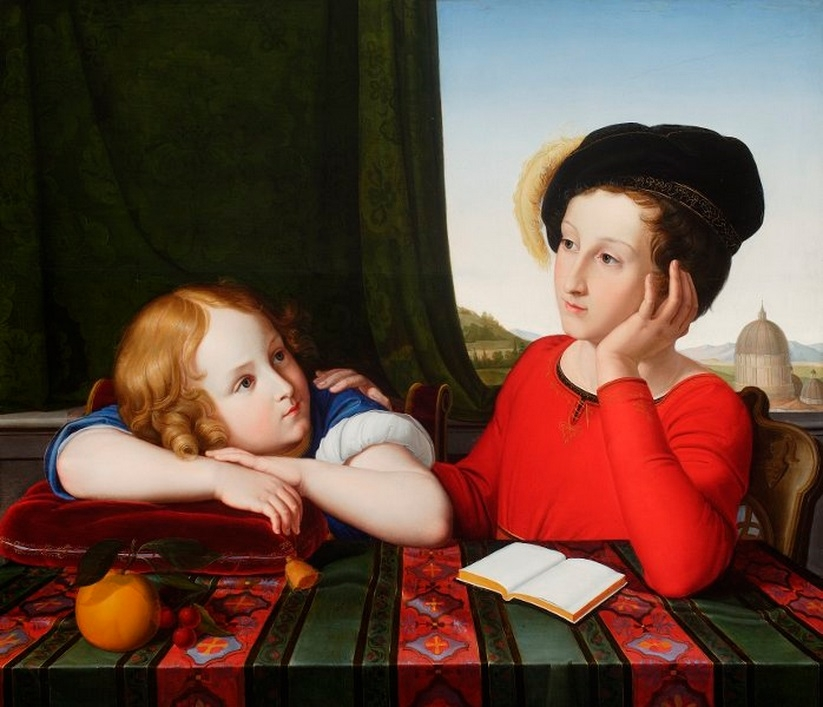
Wieńczysław i Konstanty Potocki a la infància (1820)
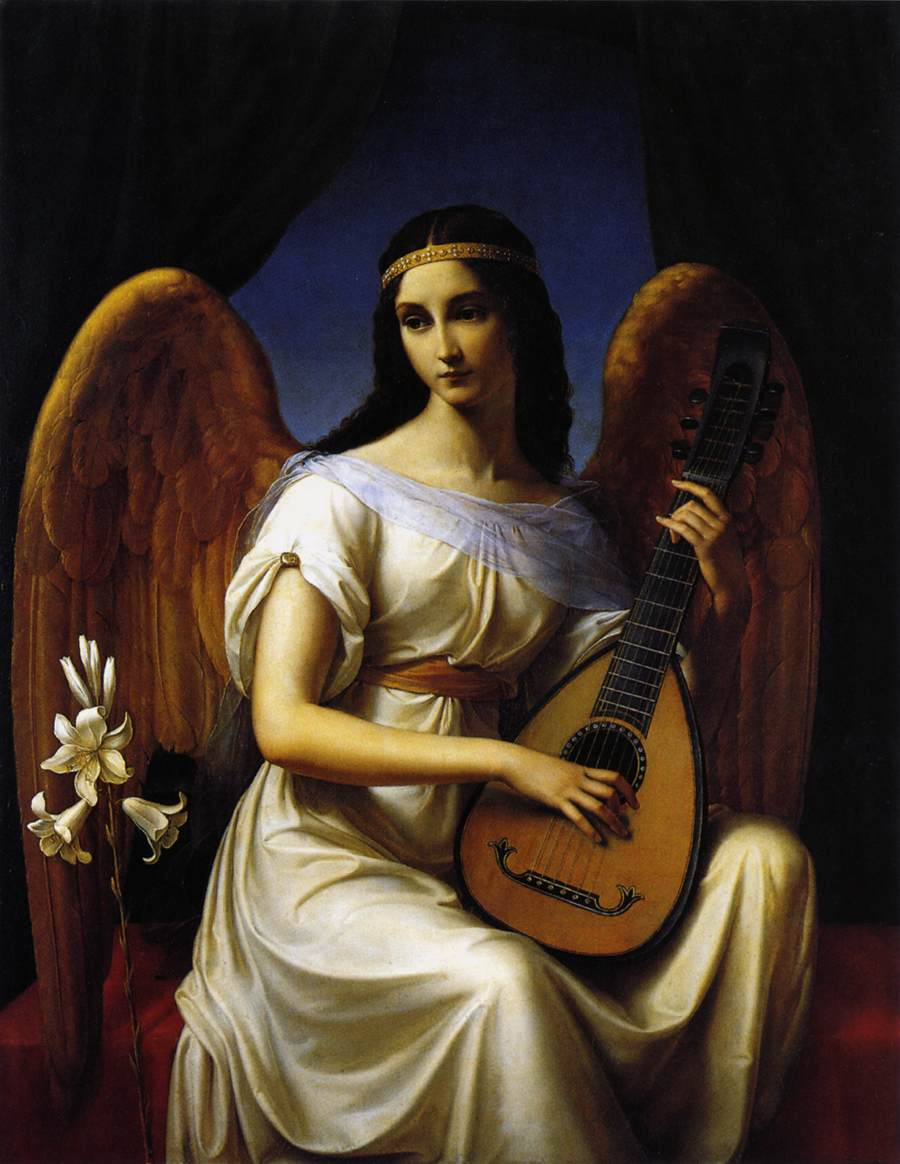
Mignon (1828)